# Sheila E.
Sheila Escovedo (Oakland, 12 de dezembro de 1957), conhecida pelo seu nome artístico de Sheila E., é uma cantora, baterista e percussionista estadunidense, cujos colaboradores notáveis incluem Billy Cobham, Lionel Richie, George Duke, Prince, Ringo Starr, Gloria Estefan, Jennifer Lopez, Beyonce, Hans Zimmer e Kanye West.

## Biografia
Nascida em Oakland, Califórnia, Sheila é a filha de Juanita Gardere, uma operária de fábrica de laticínios, e do percussionista Pete Escovedo, com quem ela frequentemente toca. Sua mãe é afro-americana e seu pai é de origem mexicana. O tio de Sheila é Alejandro Escovedo, além disso Tito Puente foi seu padrinho. Ela também é sobrinha de Javier Escovedo, fundador da seminal San Diego Punk do The Zeros. Outro tio, Mario Escovedo, roqueiro indie integrante de longa data de The Dragons. Ela também é a sobrinha de Coke Escovedo que tocava na banda Santana e formou a banda Azteca. Nicole Richie é sobrinha biológica de Sheila, sendo filha de seu irmão Peter Michael Escovedo.

## Carreira artística
Sheila fez sua estreia de gravação com o baixista de uma banda de Jazz, Alphonso Johnson em "Yesterday's Dream" em 1976. Aos 20 anos, ela já tinha tocado com George Duke, Lionel Richie, Marvin Gaye, Herbie Hancock e Diana Ross. Ela também toca guitarra.

### 1976–1983: Colaboração com Prince
Prince conheceu Sheila E. em um concerto em 1978, quando ela estava se apresentando com seu pai. Depois do show ele conheceu ela e lhe disse que ele e seu baixista "estavam apenas brigando qual de nós seria o primeiro a ser seu marido." Ele também prometeu que um dia ela iria se juntar a sua banda. Os dois acabariam por juntar forças durante as sessões de gravação de Purple Rain. Ela providenciou os vocais no lado B em "Let's Go Crazy" e "Erotic City", em 1984. Embora tomadas sob medidas de Prince, ela provou ser um artista de sucesso em seu próprio direito. Em 1984, ela teve sucesso com "The Glamorous Life" (#7 no Hot 100), que também liderou as paradas de dança por duas semanas em agosto de 1984. O vídeo para a canção traria três indicações ao MTV Award de Melhor Vídeo Feminino, Melhor novo artista e Melhor Coreografia. Ela também recebeu dois Grammy Awards Nominations para Melhor Artista Novo e Melhor Performance Vocal Pop Feminino. Seu segundo lançamento "The Belle of St. Mark" (#34), seria 'Single da Semana ". [3] Ela abriu para o Purple Rain Tour e a dupla começou simultaneamente um breve relacionamento romântico, enquanto Prince ainda namorava Susannah Melvoin, irmã gêmea da integrante da banda Revolution, Wendy Melvoin. [4]
Em 1985 ela lançou o Romance 1600, e teve uma outra batida com a faixa "A Love Bizarre". A faixa do álbum "Holly Rock" fez o seu caminho para shows ao vivo e no filme Krush Groove. Ela também foi nomeada para um American Music Award e dois prêmios de Melhor Artista Novo e Melhor Performance Vocal Pop Feminino para a canção "The Glamorous Life". Sheila E. gravou três álbuns durante os anos 80, The Glamorous Life, Romance 1600, e Sheila E.. Ela apareceu em quatro filmes, Krush groove com Run-DMC, LL Cool J e Blair Underwood, em 1985, o concerto do filme de Prince, Sign "o" The Times, em 1987, as Aventuras de Ford Fairlane e Chasing Papi em 2003.
Durante o Sign "O" The Times, Black Album, e o LOVESEXY durante o período da carreira de Prince (incluindo o Lovesexy World Tour), Sheila E. serviu como sua baterista e diretora musical em sua banda de apoio, apelidado de The New Power Generation não muito tempo depois de sua saída. Durante a era de Sign "O" The Times, ela lançou o single "Koo Koo" de seu terceiro álbum Sheila E., no qual tinha  um membro da Sign "O" The Time, Cat Glover como dançarina do vídeo que a acompanha. Sheila E. também serviu como escritora e música na maioria das gravações de Prince, bem como os álbuns de seus protegidos, tais como Madhouse.

### 1989–1992:Sex Cymbale outras colaborações
Depois de deixar a organização de Prince em 1989, Sheila E. gravou mais alguns álbuns como Sex Cymbal, apresentando o hit "Sex Cymbol", "Dropping Like Flies" e "Heaven". No entanto, o álbum recebeu pouca atenção. Isso era especialmente verdadeiro no caso de Sex Cymbal, uma vez que Sheila E. desenvolveu problemas de saúde graves que a impediu de realizar a turnê, a fim de promovê-lo.
Em 1996, tocou na banda de backup ao vivo da cantora pop japonesa Namie Amuro. O show no Chiba Marine Stadium mais tarde foi disponibilizado em DVD. Em 1998, ela tocou percussão na capa de Phil Collins, "True Colors". Em 2002 Sheila E. apareceu na música de Beyoncé Knowles, "Work It Out".
Sheila E. realizou três passagens como um dos membros "All-Starrs" de Ringo Starr & His All Starr Band, em 2001, 2003 e 2006. Seus "duetos" de bateria com Starr são um momento de alívio cômico no show, onde eles desempenham as mesmas peças, mas ele rapidamente fica para trás, encolhe os ombros e sorri quando ela tira solo de percussão estendida. Diz Sheila E .: "Ringo realmente é um dos maiores bateristas rock n 'roll da história da música. Ele gosta da brincadeira!"
Ela também foi o líder da banda da casa no show de curta duração do talk show, The Magic Hour, apresentado por Earvin "Magic" Johnson Jr. no final de 1990.

### 2000–2009
Em 2004 Sheila E. visitou a Nova Zelândia como baterista e percussionista para o Abe Laboriel Band. No mesmo ano, ela também foi destaque na Tonex's Out The Box na canção "Todos Juntos". Ela também tocou bateria no álbum de sucesso de Cyndi Lauper das standard covers, At Last. Ela tocou percussão na música "Stay". Sheila E. se juntou a Lauper em uma versão ao vivo da canção no VH1 Divas.
Sheila também se apresentou no One Nite Alone de Prince... Live! concerto, Live at the Aladdin Las Vegas em 2003, 36th NAACP Image Awards, em 2005, e na Good Morning America em Junho de 2006. Em 2005, Sheila E. foi convidada surpresa a orquestrar uma banda, em performances de Amerie "1 Thing" para The Lady of Soul & World Music Awards.
Em fevereiro de 2006 Sheila E. se apresentou com Prince (e Wendy Melvoin e Lisa Coleman), mais uma vez no Brit Awards. Sheila E. se apresentou no Festival de Jazz de Sonoma em 2006 como parte da banda de Herbie Hancock com Larry Carlton, Terrence Blanchard, Marcus Miller, e Terri Lyne Carrington.
Em março de 2007 ela foi em uma pequena turnê pela Europa com seu novo projeto de banda chamada C.O.E.D. (Chronicles of Every Diva). C.O.E.D. consiste de Sheila E., Kat Dyson, Rhonda Smith e Cassandra O'Neal. Durante vários concertos que foi acompanhado por Candy Dulfer, que foi anunciado como uma convidada especial. Ela se apresentou em 2007 no Grammy Latino com Juan Luis Guerra. Ela também se apresentou na ALMA (American Latin Music Awards) Awards, em Junho de 2007 tendo Prince, e em 7 de Julho de 2007, em Minneapolis com Prince. Ela se apresentou em todos os três de seus shows: No primeiro lançamento de perfume de Prince, 3121 na  Macy, seguido por Target Center, e, finalmente, no aftershow na First Avenue. Em outubro de 2007, Sheila E. era jurada no Australian Idol e gerente de marketing de Ian "Dicko" Dickson e Goo Goo Dolls vocalista John Rzeznik no The Next Great banda norte-americana da rede Fox.
Sheila E., mais uma vez uniu-se com o Prince em março de 2008, quando ela começou no teclado, durante apresentação com sua família em Harvelle Redondo Beach. Em 9 de abril de 2008, Sheila E. apareceu no Emmy ganhando o programa, Idol Gives Back. Sheila E. participou do show de abertura da "Get on Your Feet", com Gloria Estefan. Grupo finalista de dança, So You Think You Can Dance se juntou a eles no palco. Em 26 de abril de 2008, Sheila E., junto com Morris Day e Jerome Benton, apresentou-se com Prince no festival de música Coachella. A partir de 2 de maio a 6 de 2008, Sheila E. tocou em quatro shows esgotados no Blue Note de Tóquio, o clube de jazz mais frequentado em Tóquio, Japão.
Em 14 de junho de 2008, Sheila E. se apresentou no Rhythm na videira festival de música e vinho na adega South Coast em Temecula, Califórnia por Shriners Hospital for Children. Ela subiu ao palco com a família Escovedo, Pete Escovedo, Juan Escovedo e Peter Michael Escovedo. Outros artistas presentes no evento estavam o músico de jazz Herbie Hancock, artista da música contemporânea Jim Brickman e Kirk Whalum. [5]
Em 30 de maio de 2009, Sheila e a família Escovedo se apresentaram na Rhythm na videira em Gainey Vineyard em Santa Ynez, Califórnia para o Latin Hot Beats. Também a apresentação foi Poncho Sanchez. [6] Em 13 de dezembro de 2009, Sheila E. se apresentou no Deryck Walcott produção de Natal no Restaurante Plantation em Barbados.
Sheila E. tem colaborado muitas vezes com outros artistas, nomeadamente com Gloria Estefan para quem ela tocou os timbales. Sheila E. primeira vez colaborou com Estefan em primeiro álbum de estúdio em espanhol Mi Tierra em 1993, e em 2007 com a quebra do hit "No Llores" em que Estefan também colabora com Carlos Santana e José Feliciano. Ela também é um quarto da banda C.O.E.D. (Chronicles of Every Diva), que visitou no exterior em 2008 e lançou um CD disponível em distribuição limitada através de seu website.
Em 2009 Sheila E. ganhou o reality show CMT, Gone Country. Isso lhe deu a oportunidade de fazer música country auxiliado pelo produtor do país, escritor e cantor John Rich. A primeira canção de Sheila E. no mercado do país foi "Glorious Train". Um vídeo para a canção estreou no CMT em 7 de março de 2009, após a exibição do episódio de Gone Country em que Sheila E. foi dada como vencedora.

### 2010–atualidade
Sheila E. apresentou dois shows no Yoshi em San Francisco em 15 de agosto de 2010. Em seu estande mercadoria que vendeu um EP From E 2 U. Ele inclui uma canção "Leader of the Band", escrito por Prince (sem créditos, mas confirmado por Sheila E.) e participação de Prince no piano de acordo com a introdução da música, onde ele é chamado pelo nome. [7] ela percorreu em sua turnê 20TEN e Welcome 2 America tours. [8] [9] em 2010, Sheila juntou forças com a Avon como jurada de celebridade para Avon Voices [10], em primeiro lugar, cantando como busca on-line de talento global da Avon para as mulheres e competição de composição para homens e mulheres. Em 25 de maio de 2011, Sheila apresentou ao lado de Marc Anthony no final da décima temporada do American Idol. Em 7 de junho de 2011, ela se apresentou no Late Show with David Letterman como parte do show da primeira "Drum Solo Week".
Em 26 de fevereiro de 2012, Sheila se apresentou nas concessões 2012 da Academia ao lado de Pharrell Williams e Hans Zimmer, tocando para segmentos comerciais. [11] Em 17 de abril de 2012, Sheila participou no "Macy's Stars Of Dance" no Dacing With The Stars os resultados mostram. [11]
Em 2016, Sheila providenciou baterias para Hans Zimmer e trilha sonora orquestral de Junkie XL do filme de sucesso de Batman v Superman: Dawn of Justice.

## Discografia
| Ano                                     | Album details                                                                              | Melhor posição nas paradas | Melhor posição nas paradas |
| Ano                                     | Album details                                                                              | US                         | US R&B                     |
| --------------------------------------- | ------------------------------------------------------------------------------------------ | -------------------------- | -------------------------- |
| 1984                                    | The Glamorous Life - Data de lançamento: junho de 1984 - Gravadora: Warner Bros. Records   | 28                         | 7                          |
| 1985                                    | Romance 1600 - Data de lançamento: 1985 - Gravadora: Warner Bros. Records                  | 50                         | 12                         |
| 1987                                    | Sheila E. - Data de lançamento: 1987 - Gravadora: Warner Bros. Records                     | 56                         | 24                         |
| 1991                                    | Sex Cymbal - Data de lançamento: 1991 - Gravadora: Warner Bros. Records                    | 146                        | 56                         |
| 2000                                    | Writes of Passage - Data de lançamento: 10 de outubro de 2000 - Gravadora: Concord Records | —                          | —                          |
| 2001                                    | Heaven - Data de lançamento: 28 de agosto de 2001 - Label: Concord Records                 | —                          | —                          |
| 2013                                    | Sheila E ICON - Data de lançamento: 11 de novembro de 2013 - Gravadora: Moosicus Records   | —                          | —                          |
| "—" denotes releases that did not chart |                                                                                            |                            |                            |

### Singles
| Ano  | Single                         | Melhor posição nas paradas | Melhor posição nas paradas | Melhor posição nas paradas | Melhor posição nas paradas | Melhor posição nas paradas | Melhor posição nas paradas | Melhor posição nas paradas | Melhor posição nas paradas | Melhor posição nas paradas | Melhor posição nas paradas | Álbum                     |
| Ano  | Single                         | US                         | US R&B                     | US Dance                   | AT                         | AU                         | IR                         | NL                         | NZ                         | SW                         | UK                         | Álbum                     |
| ---- | ------------------------------ | -------------------------- | -------------------------- | -------------------------- | -------------------------- | -------------------------- | -------------------------- | -------------------------- | -------------------------- | -------------------------- | -------------------------- | ------------------------- |
| 1984 | "The Glamorous Life"           | 7                          | 9                          | 1                          | —                          | 11                         | —                          | 3                          | —                          | —                          | —                          | The Glamorous Life        |
| 1984 | "The Belle of St. Mark"        | 34                         | 68                         | —                          | —                          | 16                         | 15                         | 8                          | 5                          | —                          | 18                         | The Glamorous Life        |
| 1984 | "Oliver's House"               | —                          | —                          | —                          | —                          | —                          | —                          | —                          | —                          | —                          | —                          | The Glamorous Life        |
| 1985 | "Sister Fate"                  | 108                        | 36                         | —                          | —                          | 81                         | —                          | —                          | —                          | —                          | —                          | Romance 1600              |
| 1985 | "A Love Bizarre"               | 11                         | 2                          | 1                          | 14                         | —                          | —                          | 9                          | —                          | 16                         | —                          | Romance 1600              |
| 1986 | "Holly Rock"                   | —                          | —                          | —                          | —                          | —                          | —                          | 8                          | —                          | —                          | —                          | Krush Groove (soundtrack) |
| 1986 | "Love On a Blue Train" (Japan) | —                          | —                          | —                          | —                          | —                          | —                          | —                          | —                          | —                          | —                          | Sheila E.                 |
| 1987 | "Hold Me"                      | 68                         | 3                          | —                          | —                          | —                          | —                          | 54                         | —                          | —                          | —                          | Sheila E.                 |
| 1987 | "Koo Koo"                      | —                          | 35                         | —                          | —                          | —                          | —                          | —                          | —                          | —                          | —                          | Sheila E.                 |
| 1991 | "Sex Cymbal"                   | —                          | 32                         | —                          | —                          | 88                         | —                          | —                          | —                          | —                          | —                          | Sex Cymbal                |
| 1991 | "Droppin' Like Flies"          | —                          | 77                         | 23                         | —                          | —                          | —                          | —                          | —                          | —                          | —                          | Sex Cymbal                |
| 1992 | "Cry Baby"                     | —                          | —                          | —                          | —                          | —                          | —                          | —                          | —                          | —                          | —                          | Sex Cymbal                |
| 2009 | "Glorious Train"               | —                          | —                          | —                          | —                          | —                          | —                          | —                          | —                          | —                          | —                          | canção sem álbum          |